# Championnats panaméricains de karaté 2012
Navigation
Édition précédente Édition suivante
Les championnats panaméricains de karaté 2012 ont eu lieu du 31 mai au 2 juin 2012 à Managua, au Nicaragua. Il s'agit de la vingt-sixième édition des championnats  panaméricains de karaté organisés chaque année par la Fédération panaméricaine de karaté.